# I Simpson: Springfield
I Simpson: Springfield (The Simpsons: Tapped Out) è un stato videogioco del 2012 sviluppato da EA Swiss Sarl e pubblicato da EA Mobile per iOS e Android. Il gioco è localizzato in inglese, francese, italiano, tedesco, spagnolo, cinese, coreano, russo, danese, olandese, norvegese, svedese e portoghese.
Il videogioco è stato periodicamente aggiornato con nuovi eventi e livelli fino al 26 settembre 2024, quando viene effettuata l'interruzione degli acquisti in-app e annunciata la rimozione del gioco da App Store e Google Play il 31 ottobre dello stesso anno. Il 24 gennaio 2025 Electronic Arts procede allo spegnimento dei server dedicati al titolo, rendendo il gioco non più disponibile.
All'interno del videogioco erano presenti sei video principali per "raccontare" la storia dell'esplosione della centrale nucleare di Springfield e il motivo dietro alla "ricostruzione" della città. Lo scopo del gioco è quello di ricostruire la città dopo l'esplosione della centrale nucleare di Springfield facendo fare vari lavori ai personaggi presenti (compiti a tempo scanditi da un timer accelerabile con le Ciambelle) e con il denaro ricavato da questi lavori costruire ed espandere la città. Con gli acquisti in-app era possibile acquistare Ciambelle (la valuta premium) per accelerare i lavori e acquistare articoli più costosi.

## Trama

### Primo video
Homer gioca con il suo MyPad (parodia dell'iPad), durante il turno di lavoro alla centrale nucleare di Springfield, non stando attento agli innumerevoli segnali d'allarme di una imminente fusione nucleare. L'intera Springfield viene distrutta dall'esplosione nucleare e Homer insieme agli altri personaggi de I Simpson tenta di ricostruire Springfield.

### Secondo video
Homer entra a casa e si siede a tavola ma visto che Marge non è ancora tornata non c'è niente da mangiare. La scena si conclude con Homer che dice "Solitudine…"

### Terzo video
Appena la casetta di Bart viene costruita, lui cade e sbatte a terra intanto Homer prende le Banconote e i Punti Esperienza guadagnati dalla costruzione e poi si accorge del ragazzo.

### Quarto video
Appena Costruito il Bar di Boe, Marge esce dalla porta e Homer è felice di rincontrarla ma per lui le sorprese non sono ancora finite: la moglie ha con sé un boccale di birra e il video finisce con i due che si baciano.

### Quinto video
Compare Maggie e Marge le spalma la crema da sole.

### Sesto video
Dentro la centrale di Springfield ci sono tutti i bimbi e una tata-robot. Il piccolo Gerald (il bimbo con il monociglio) prende due barre radioattive e le infila dentro al robot, ché non gli ha dato la ciambella perché è stato cattivo, allora Maggie porta il robot nel nucleo della centrale, fa un viaggio nello spazio-tempo e si ritrova nello spazio con davanti un tablet che carica il gioco ma che poi si ferma perché non si connette ai server.

## Rapporto con la serie principale
La trama del gioco, non in continuity con la storia regolare, si colloca dal 499º episodio in poi della serie TV. Questo titolo non è da considerarsi canonico per i seguenti motivi:
- Nella serie regolare, Springfield non è stata distrutta
- Nel gioco appaiono costumi, personaggi e oggetti apparsi negli episodi che non sono canonici
- Attualmente, nella serie regolare, Lindsey Naegle è diventata una persona buona, serena e spesso anche gentile. Invece, nel gioco, lei appare come una donna più sbruffona e arrogante, un comportamento molto simile al passato e che la Lindsey Naegle originale non ha più da parecchio tempo.

## Modalità di gioco

### Punti
I punti sono suddivisi in varie categorie: (in molti aggiornamenti si possono avere dei buoni/ciambelle speciali che possono essere scambiati con dei prodotti casuali nei box dell'evento (contenenti oggetti, animali, personaggi o edifici), oppure scambiati con 12 ciambelle. Di solito ci sono di halloween, di natale, pasqua e in quasi tutti gli eventi)
- Dollari: I punti base del gioco
- Punti XP (o Punti Esperienza): Sono quelli che accumulati nel tempo faranno sbloccare nuovi livelli al giocatore.
- Ciambelle (Donuts): sono le Monete Pay N Play che sbloccheranno altri oggetti, edifici e personaggi.
- Biglietti di Krusty: disponibili solo a Krustyland, vengono utilizzati per comprare oggetti e attrazioni a tema che serviranno a riempire il parco di turisti.

Come molti giochi di questo tipo, "I Simpson: Springfield" è un gioco anche Pay N Play, cioè che per avere determinati oggetti è necessario spendere soldi reali.
- Robot: disponibili con ľ aggiornamento "Robot" servono per ottenere degli oggetti dei 3 atti.

### Mini-giochi
CinodromoIl gioco del Cinodromo è molto semplice: si deve puntare su uno dei cani una certa somma di Banconote e aspettare che la gara finisca così da poter sapere se il cane su cui si è puntato ha vinto oppure no.
Jet MarketUn "Gratta e Vinci" a tema Grattachecca e Fichetto che farà vincere sempre una somma superiore al costo del biglietto (250 Banconote): il massimo è 10 000 Banconote e il minimo 350 Banconote. In seguito è stato aggiunto la possibilità di comprare, attraverso il sistema Pay N Play, un "Gratta e Vinci d'Oro", che darà come ricompensa delle Ciambelle invece delle Banconote.
Caccia Ai SerpentiIntrodotto con l'aggiornamento "La Festa Delle Mazzate", consiste nel dover schiacciare i Serpenti e le Uova per ottenere punti Serpenti o punti Uova (le Uova quando vengono schiacciate faranno uscire un Serpente).
ZombieIntrodotto con "La Paura Fa Novanta XXIII", consiste nel dover schiacciare gli zombie per prendere caramelle.
Telespalla TuIntrodotto con l'aggiornamento "Krustyland", consiste nello scoppiare dei palloncini colorati per ottenere Biglietti di Krustyland (da 5 a 50 biglietti) o, nel migliore dei casi, si possono vincere Ciambelle.
Fantasmi e GremlinsIntrodotto con l'aggiornamento "La Paura fa Novanta XXIV", consiste nel dover scoppiare i fantasmi e i gremlins che si aggirano a Springfield per ottenere punti Appiccicume. Bisognerà anche impedire che i fantasmi si impossessino dei cittadini (si potrà liberare un cittadino da un fantasma semplicemente toccandolo).
La Ruota della FortunaIntrodotto con l'aggiornamento "Secondo Natale", consiste nel girare una Ruota che dà la possibilità di vincere personaggi, decorazioni ed edifici bonus. Per utilizzarla è necessario avere dei Gettoni di Krusty ottenibili grazie all'edificio Il Bar dello zabaione (o acquistabili tramite Ciambelle).
La Ruota dell'AmiciziaIntrodotto con l'aggiornamento "San Valentino", consiste nel girare una Ruota, il riadattamento della "Ruota della Fortuna". La Ruota permette di ottenere delle decorazioni con tema l'amore ed, una volta ottenute tutte le decorazioni, si avrà in omaggio "Il Tunnel dell'Amore" (collocabile a Krustyland). Per girare la ruota sarà necessario avere un certo numero di punti bonus, ottenibili da edifici o acquistandoli con Ciambelle.
Caccia a MaggieMaggie si nasconde sulle case e la si dovrà trovare. Dopo tre volte che la si trova, darà una o due o tre ciambelle.
Scy-FighterDistruggi robot con lo scy-fighter per ottenere materia, chronon e antimateria